# Coracina abbotti
El oruguero de Abbott (Coracina abbotti)  es una especie de ave paseriforme en la familia Campephagidae.

## Distribución y hábitat
Es endémica de la isla de Sulawesi en Indonesia. Su hábitat natural son los bosques montanos húmedos subtropicales o tropicales.